# Alexandru Epureanu
Alexandru Epureanu (ur. 27 września 1986 w Kiszyniowie) – mołdawski piłkarz grający na pozycji środkowego obrońcy lub defensywnego pomocnika.

## Kariera klubowa
Epureanu jest wychowankiem klubu Zimbru Kiszyniów. W 2002 roku zadebiutował w jego barwach w rozgrywkach mołdawskiej ekstraklasy. W pierwszym sezonie Alexandru był tylko rezerwowym i miał mały udział w wywalczeniu wicemistrzostwa Mołdawii. W sezonie 2003/2004 był już podstawowym zawodnikiem klubu z Kiszyniowa, z którym zajął 3. miejsce w lidze. Dwukrotnie też zdobywał Puchar Mołdawii. Latem 2004 Epureanu przeszedł do najbogatszego klubu w kraju, Sheriffu Tyraspol. W 2005 roku po raz pierwszy w karierze został mistrzem kraju. W 2006 roku powtórzył ten sukces, a także w 2007.
Zimą 2007 Epureanu przeszedł do rosyjskiego FK Moskwa. Kosztował 700 tysięcy euro. W Premier Lidze Mołdawianin zadebiutował w 1. kolejce, 10 marca w wygranym 1:0 meczu z Łuczem-Energią Władywostok. W FK Epureanu od początku był podstawowym zawodnikiem klubu i grał tam do końca 2009 roku.
W 2010 roku Epureanu został piłkarzem Dinama Moskwa. Zadebiutował w nim 14 marca 2010 w wygranym 1-0 wyjazdowym meczu ze Spartakiem Moskwa. W 2012 roku był wypożyczony do Krylji Sowietow Samara, a w 2013 roku wypożyczono go do Anży Machaczkała.
W 2014 roku Epureanu przeszedł do tureckiego İstanbul Başakşehir.
| Sezon   | Klub                   | Kraj     | Rozgrywki         | Mecze | Bramki |
| ------- | ---------------------- | -------- | ----------------- | ----- | ------ |
| 2002/03 | Zimbru Kiszyniów       | Mołdawia | Divizia Națională | 5     | -      |
| 2003/04 | Zimbru Kiszyniów       | Mołdawia | Divizia Națională | 24    | 2      |
| 2004/05 | Sheriff Tyraspol       | Mołdawia | Divizia Națională | 22    | -      |
| 2005/06 | Sheriff Tyraspol       | Mołdawia | Divizia Națională | 27    | 2      |
| 2006/07 | Sheriff Tyraspol       | Mołdawia | Divizia Națională | 19    | 1      |
| 2007    | FK Moskwa              | Rosja    | Priemjer-Liga     | 23    | -      |
| 2008    | FK Moskwa              | Rosja    | Priemjer-Liga     | 24    | 1      |
| 2009    | FK Moskwa              | Rosja    | Priemjer-Liga     | 25    | 2      |
| 2010    | Dinamo Moskwa          | Rosja    | Priemjer-Liga     | 23    | 2      |
| 2011/12 | Dinamo Moskwa          | Rosja    | Priemjer-Liga     | 14    | 1      |
| 2012/13 | Krylja Sowietow Samara | Rosja    | Priemjer-Liga     | 7     | 0      |
| 2012/13 | Dinamo Moskwa          | Rosja    | Priemjer-Liga     | 7     | 0      |
| 2013/14 | Anży Machaczkała       | Rosja    | Priemjer-Liga     | 17    | 2      |

## Kariera reprezentacyjna
W reprezentacji Mołdawii Epureanu zadebiutował w 2006 roku. Od czasu debiutu jest podstawowym zawodnikiem kadry narodowej. Grał w eliminacjach do Euro 2008, MŚ 2010, a obecnie do Euro 2012.

## Sukcesy
- Piłkarz roku w Mołdawii: 2007